# Next40

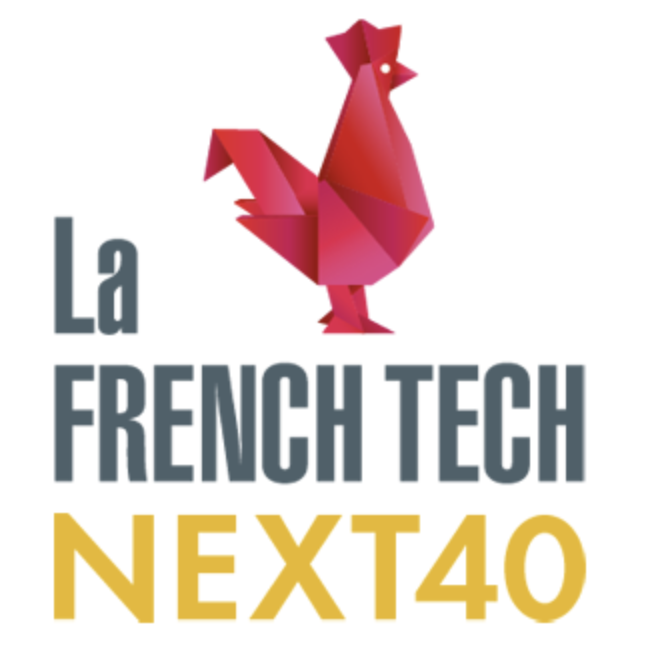
Logo

Le Next40 est un label créé en 2019 par le gouvernement français pour soutenir et promouvoir 40 jeunes entreprises françaises qu'il considère comme prometteuses et susceptibles de devenir des leaders technologiques. Il ne s'agit pas d'un indice boursier. On peut cependant le rapprocher du CAC 40, en termes d'indice et de renommée.

## Motivation
Selon le gouvernement français, il s'agit d'un levier pour donner à ces entreprises de la visibilité à l'international et pour leur permettre de se développer plus rapidement. Elles bénéficient d'un soutien des autorités publiques, d'une promotion internationale et d'un accompagnement médiatique. Elles ont aussi droit à des services dédiés (Urssaf, CNIL, douanes, INPI) et à l’appui de correspondants dans de nombreuses administrations et services publics de France,,.

« La French Tech est l'un des écosystèmes technologiques les plus dynamiques du monde. La France propose un environnement propice au développement des entreprises innovantes. Désormais, notre enjeu est de renforcer cette dynamique pour faire émerger plusieurs dizaines de leaders technologiques mondiaux. »

— Cédric O, secrétaire d’État chargé du Numérique.

## Critères de sélection
Les critères de sélection dans le programme Next40 ont évolué en 2024. Toutes les entreprises qui souhaitent intégrer ce programme doivent avoir :  
- moins de 20 ans d'existence;
- disposer d'un siège social en France;
- être considéré comme entreprise innovante;
- ne pas être cotée en bourse.

A ces critères de base s'ajoute des critères de performance : 
- Avoir réalisé au moins 100 M€ de CA net lors de l'exercice clos en 2023 et avoir réalisé au moins 15 % de croissance moyenne lors des 3 derniers exercices. (Les 20 premières entreprises seront retenues, par ordre de CA 2023 décroissant)
- Avoir cumulé au moins 100M€ de levées de fonds (les 20 entreprises ayant les plus importants cumuls seront retenues)

Par ailleurs, les entreprises sélectionnées s'engagent à : 
- Fournir un Bilan Carbone (scopes 1, 2 et 3) portant sur l'année 2021, 2022 ou 2023
- Fournir un Index d'Egalité Professionnelle *

## Composition
| Société,               | Secteur                   | Année de création | 2020 | 2021 | 2022 | 2023 | 2024 | 2025 |
| ---------------------- | ------------------------- | ----------------- | ---- | ---- | ---- | ---- | ---- | ---- |
| 360Learning            | Formation par numérique   | 2010              |      |      | Oui  |      |      |      |
| AB Tasty               | Saas B2B                  | 2009              |      | Oui  |      |      |      |      |
| Addguests              | Traveltech                | 2023              |      |      |      |      | Oui  |      |
| Akeneo                 | Saas B2B                  | 2013              |      | Oui  |      |      |      |      |
| Alan                   | Assurance                 | 2016              | Oui  | Oui  | Oui  | Oui  | Oui  | Oui  |
| Aledia                 | Affichage WireLED         | 2011              |      |      | Oui  |      |      |      |
| Alma Fintech           | Fintech                   | 2017              |      |      | Oui  |      |      |      |
| Ankorstore             | Marketplace               | 2019              |      |      | Oui  | Oui  | Oui  |      |
| BackMarket             | e-commerce B2C            | 2014              | Oui  | Oui  | Oui  | Oui  | Oui  | Oui  |
| Believe Digital        | Saas B2B                  | 2005              | Oui  | Oui  |      |      |      |      |
| BioSerenity            | Santé                     | 2014              | Oui  | Oui  | Oui  |      |      |      |
| Blablacar              | Transport                 | 2006              | Oui  | Oui  | Oui  | Oui  |      | Oui  |
| Brut.                  | Média                     | 2016              |      | Oui  | Oui  |      |      |      |
| Cityscoot              | Transport                 | 2014              | Oui  | Oui  |      |      |      |      |
| ClubFunding            | Fintech                   | 2014              |      |      |      | Oui  |      | Oui  |
| ContentSquare          | Publicité, Marketing      | 2008              | Oui  | Oui  | Oui  | Oui  | Oui  | Oui  |
| Cybelangel             | Cybersécurité             | 2013              |      | Oui  |      |      |      |      |
| Deezer                 | Divertissement            | 2009              | Oui  | Oui  | Oui  |      |      |      |
| Dental Monitoring      | Santé                     | 2014              |      |      | Oui  | Oui  | Oui  |      |
| Descartes Underwriting | Assurance                 | 2018              |      |      | Oui  |      |      | Oui  |
| Devialet               | Equipement audio          | 2007              | Oui  |      |      |      |      |      |
| DNA Script             | Biotechnologie            | 2014              |      |      | Oui  |      | Oui  |      |
| Doctolib               | Santé                     | 2013              | Oui  | Oui  | Oui  | Oui  | Oui  | Oui  |
| EcoVadis               | SaaS B2B                  | 2007              |      |      |      |      | Oui  | Oui  |
| Evaneos                | e-commerce                | 2009              | Oui  | Oui  |      |      |      |      |
| Exotec                 | Robotique                 | 2015              |      | Oui  | Oui  | Oui  | Oui  | Oui  |
| Finalcad               | SaaS B2B                  | 2007              | Oui  |      |      |      |      |      |
| Frichti                | Foodtech                  | 2015              | Oui  | Oui  |      |      |      |      |
| Heetch                 | VTC                       | 2013              |      | Oui  |      |      |      |      |
| HomeExchange           | SaaS B2C                  | 2011              | Oui  |      |      |      |      |      |
| HR Path                | SaaS B2B                  | 2001              | Oui  |      |      |      |      |      |
| iAdvize                | Intelligence Artificielle | 2010              | Oui  |      |      |      |      |      |
| IAD                    |                           | 2021              |      |      | Oui  | Oui  | Oui  |      |
| Ivalua                 | Saas B2B                  | 2000              | Oui  | Oui  | Oui  | Oui  |      |      |
| JobTeaser              | Emploi                    | 2008              | Oui  | Oui  |      |      |      |      |
| Kinéis                 | Aérospatial               | 2018              |      | Oui  | Oui  |      |      |      |
| Klaxoon                | Service B2B               | 2014              | Oui  | Oui  |      |      |      |      |
| Ledger                 | Fintech                   | 2011              | Oui  |      | Oui  | Oui  | Oui  | Oui  |
| Lifen                  | Santé                     | 2015              |      |      | Oui  |      |      |      |
| Loft Orbital Tech      | Spatial                   | 2019              |      |      | Oui  |      |      |      |
| Lumapps                | Communication             | 2018              |      | Oui  | Oui  |      |      |      |
| Lydia                  | Fintech                   | 2011              |      | Oui  | Oui  | Oui  |      |      |
| Malt Community         | Sous-traitance            | 2013              |      |      | Oui  |      |      | Oui  |
| ManoMano               | e-commerce                | 2012              | Oui  | Oui  | Oui  | Oui  | Oui  |      |
| Meero                  | Service B2B               | 2014              | Oui  | Oui  | Oui  |      |      |      |
| Mirakl                 | Service B2B               | 2012              | Oui  | Oui  | Oui  | Oui  | Oui  | Oui  |
| October                | Fintech                   | 2014              | Oui  | Oui  |      |      |      |      |
| Ornikar                | Permis de conduire        | 2014              |      |      | Oui  |      |      |      |
| OpenClassrooms         | Education                 | 2007              | Oui  | Oui  |      |      |      |      |
| OVHcloud               | Data Centers              | 1999              |      | Oui  |      |      |      |      |
| PayFit                 | Service B2B               | 2015              | Oui  | Oui  | Oui  | Oui  | Oui  | Oui  |
| Pigment                | Planification stratégique | 2019              |      |      |      | Oui  | Oui  | Oui  |
| Recommerce Solutions   | e-commerce B2C            | 2011              | Oui  |      |      |      |      |      |
| Qonto                  | Fintech                   | 2016              |      | Oui  | Oui  | Oui  | Oui  | Oui  |
| Sendinblue             | Saas B2B                  | 2007              | Oui  | Oui  |      |      |      |      |
| Shadow (Blade)         | Saas B2C                  | 2014              | Oui  |      |      |      |      |      |
| Shift Technology       | Service B2B               | 2013              | Oui  | Oui  | Oui  | Oui  | Oui  |      |
| Sigfox                 | Telecom                   | 2009              | Oui  |      |      |      |      |      |
| Skeepers               | e-commerce                | 2012              |      | Oui  |      |      |      |      |
| Sorare                 | Jeu                       | 2018              |      |      | Oui  | Oui  | Oui  |      |
| Spendesk               | Gestion de dépenses       | 2016              |      |      | Oui  | Oui  | Oui  | Oui  |
| Swile                  | Fintech                   | 2016              |      |      | Oui  | Oui  | Oui  | Oui  |
| Talentsoft             | SaaS                      | 2007              | Oui  |      |      |      |      |      |
| VadeSecure             | SaaS                      | 2008              | Oui  |      |      |      |      |      |
| Veepee                 | e-commerce                | 2001              | Oui  | Oui  | Oui  | Oui  |      |      |
| Vestiaire Collective   | e-commerce                | 2009              | Oui  |      | Oui  | Oui  | Oui  | Oui  |
| Voodoo                 | Divertissement            | 2013              | Oui  | Oui  | Oui  | Oui  | Oui  | Oui  |
| Wynd                   | Service B2B               | 2013              | Oui  | Oui  |      |      |      |      |
| Ynsect                 | Agriculture               | 2011              | Oui  | Oui  | Oui  |      |      |      |
| Younited Credit        | Fintech                   | 2009              | Oui  | Oui  | Oui  | Oui  | Oui  |      |
| Yubo                   | Réseaux sociaux           | 2015              |      | Oui  |      |      |      |      |

### Entrants 2023
- ClubFunding
- Electra
- Flying Whales
- InnovaFeed
- Pigment[14]
- SAFTI
- Verkor
- Wifirst
- ZePlug
- EcoVadis
- NW Storm

### Entrants 2024[15]
- Addguests (ex Campings.com)
- Qair
- Ilek
- ChapsVision
- Malt
- Mistertemp'
- Mistral AI
- Weezevent
- Ekwateur
- EcoVadis
- Pennylane
- Equativ